# Antenne-relais
Pour les articles homonymes, voir Antenne.

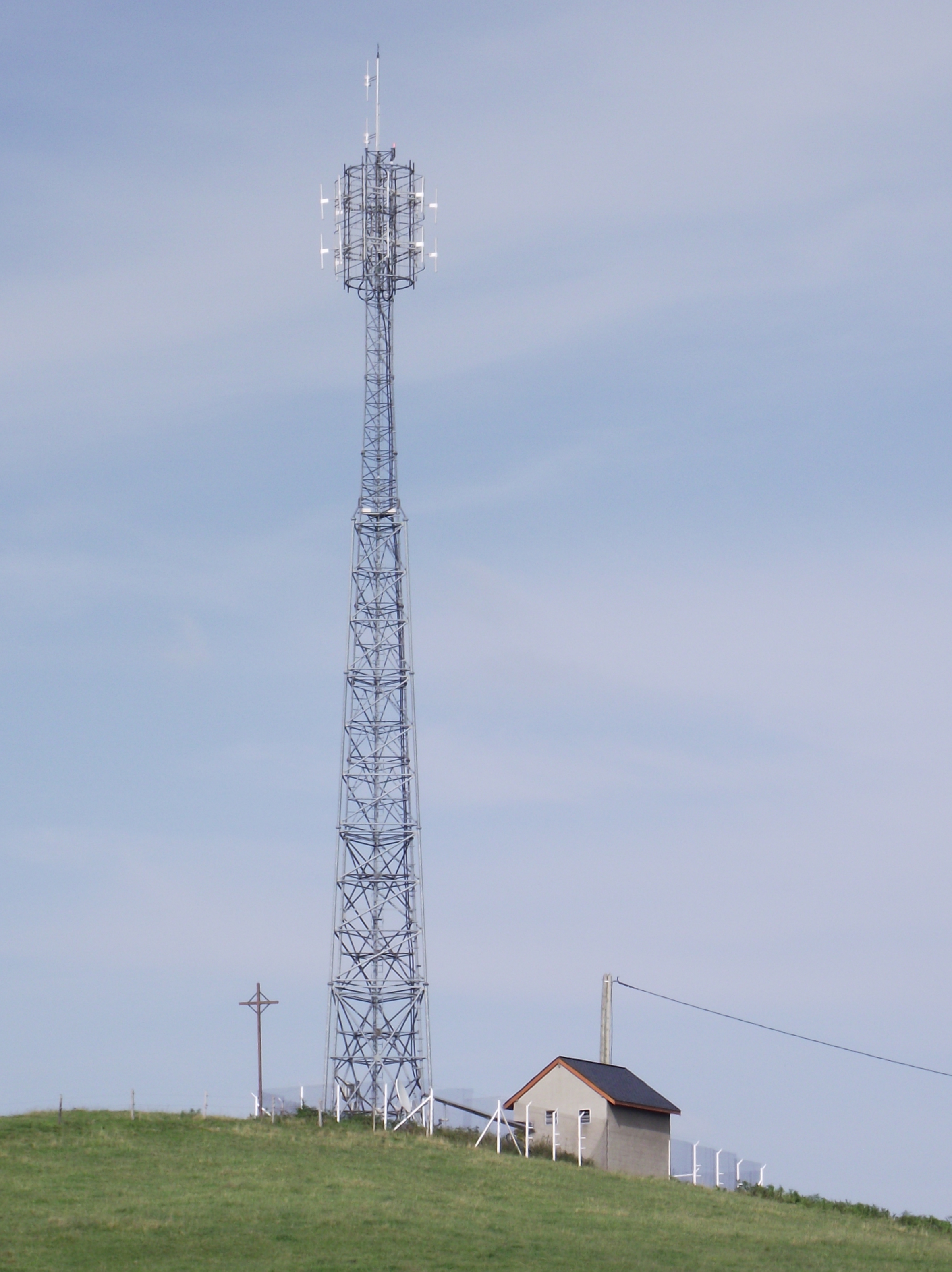
Antenne-relais sur la colline de Miramont à Julos en France.

Une antenne-relais est un répéteur combinant un récepteur et émetteur d'ondes radioélectriques. Il en existe trois sortes principales.
- radiodiffusion
- émetteur de télévision
- antenne-relais de téléphonie mobile (majoritaires et en constante progression).

## Généralités
Les antennes sont des équipements permettant la réception et la diffusion d'ondes électromagnétiques. Elles convertissent des signaux électriques en ondes électromagnétiques (et réciproquement). Elles existent donc depuis l’origine de ces émetteurs d'ondes ; elles sont classés en fonction de leur fréquence : 
| Fréquences        | Bandes                                            | Usages |
| ----------------- | ------------------------------------------------- | --- |
| 0 Hz à 3 Hz       | Ondes TLF (Tremendously Low Frequency)            | Champs magnétiques |
| 3 Hz à 300 MHz    | Ondes radio : ELF, SLF, ULF, VLF, LF, MF, HF, VHF | Résonances de Schumann, CPL, radar trans-horizon, Radiodiffusion (dont la LW, MW (AM), Radio FM, radios militaires), RFID, télévision VHF, radio numérique, Radiomessagerie            |
| 300 MHz à 300 GHz | Micro-ondes : UHF, SHF, EHF                       | GPS (satellite), TNT, FH, pager, téléphonie (GSM, GPRS, EDGE, UMTS, HSPA, LTE et DECT), liaisons Wi-Fi et Bluetooth, systèmes radar, four à micro-ondes, systèmes BLR, radioastronomie |
| 300 GHz à > ∞     | Ondes THF                                         | Infrarouges, spectre visible, ultraviolet, rayons x, rayons gamma, désintégration radioactive                                                                                          |

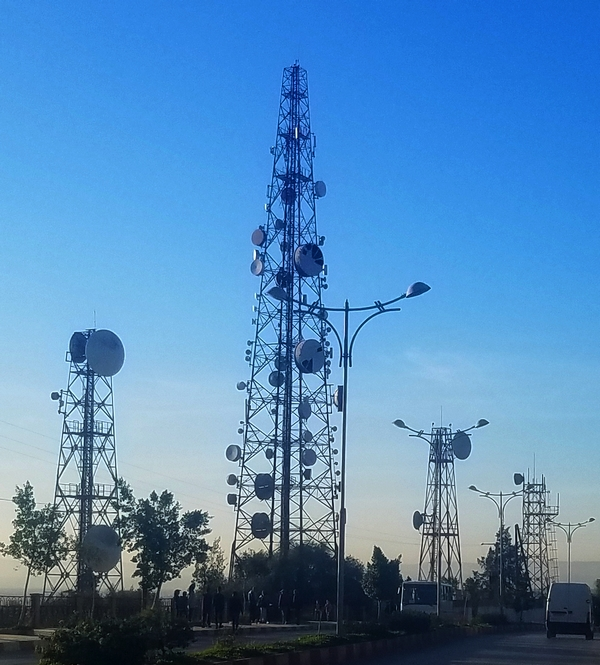
Plusieurs Antennes-relais (de Radiodiffusion, d'émetteur de télévision et de téléphonie mobile) sur les hauteurs de Chlef (Hay Nasr) en Algérie.

Les ondes radio sont des ondes électromagnétiques de 3 Hz à 300 MHz.
Les micro-ondes sont des ondes électromagnétiques de 300 MHz à 300 GHz.

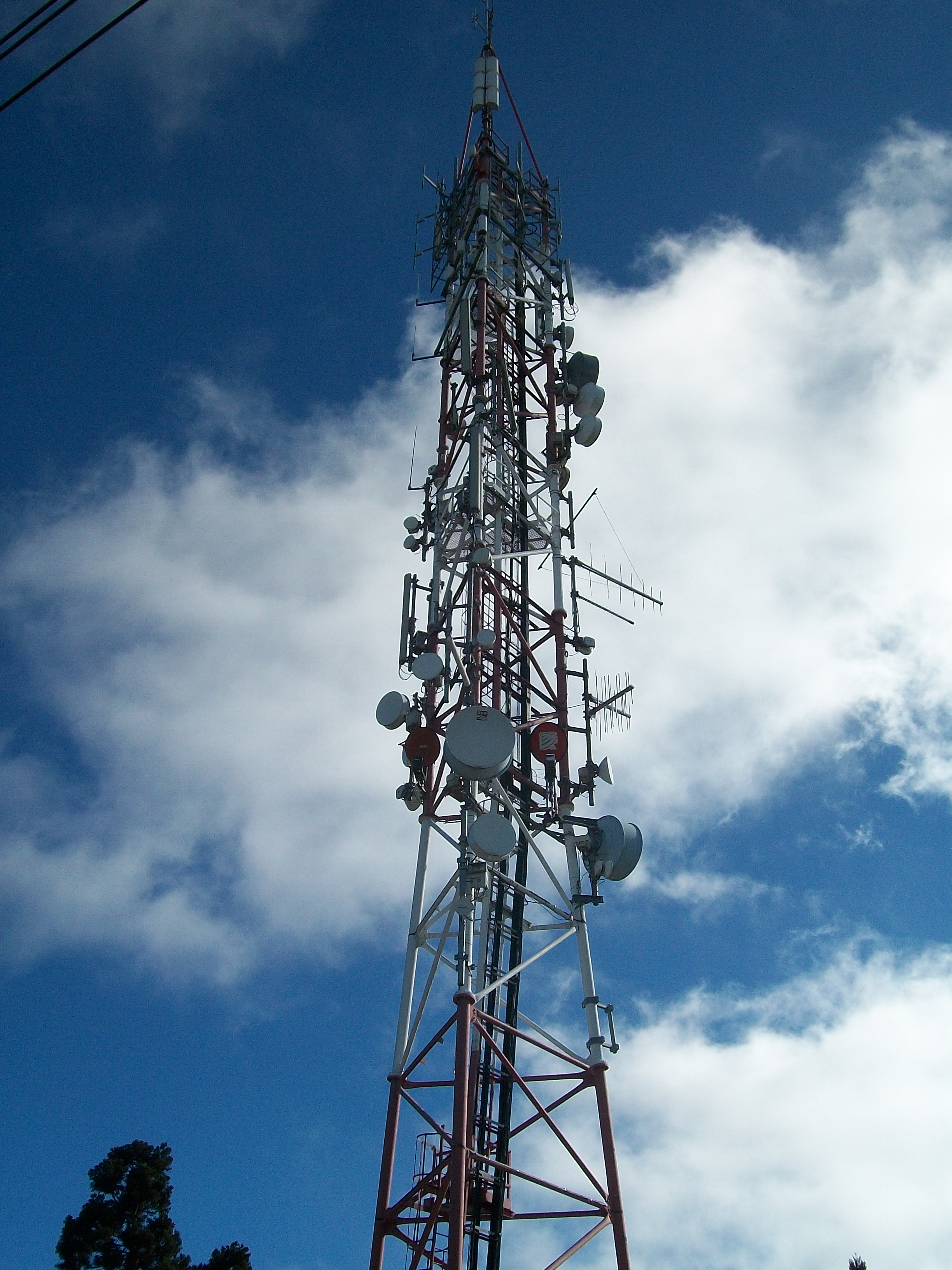
Antenne-relais du piton Hyacinthe sur La Réunion.

Le terme « antenne-relais » se rapporte aussi bien aux antennes de téléphonie mobile qu'aux réémetteurs de télévision terrestre, équipements de radiocommunications de la gendarmerie nationale française, des pompiers, des hôpitaux, de certaines sociétés privées (transports, chantiers routiers ou autoroutiers...) qui utilisent également des antennes-relais.
Il existe en France un débat sur l'innocuité des antenne-relais de téléphonie mobile, débat porté au niveau gouvernemental et parlementaire, et qui se déroule dans les tribunaux comme dans la presse nationale et locale.
Toutefois, et sous réserve du parfait respect des valeurs limites d'exposition fixées par le code des postes et des communications électroniques, les antennes-relais sont jugées inoffensives par la réglementation et les études scientifiques officielles ce qui n'enlève en rien à la nécessité de poursuivre des études.
Dans ses derniers rapports et avis, notamment celui de février 2022, l'ANSES conclut que les expertises scientifiques, tant nationales qu'internationales, n'ont pas mis en évidence d'effets néfastes sur la santé liés à l'exposition aux antennes relais, que ce soit en 4G ou en 5G.